# 서울특별시의 시내버스

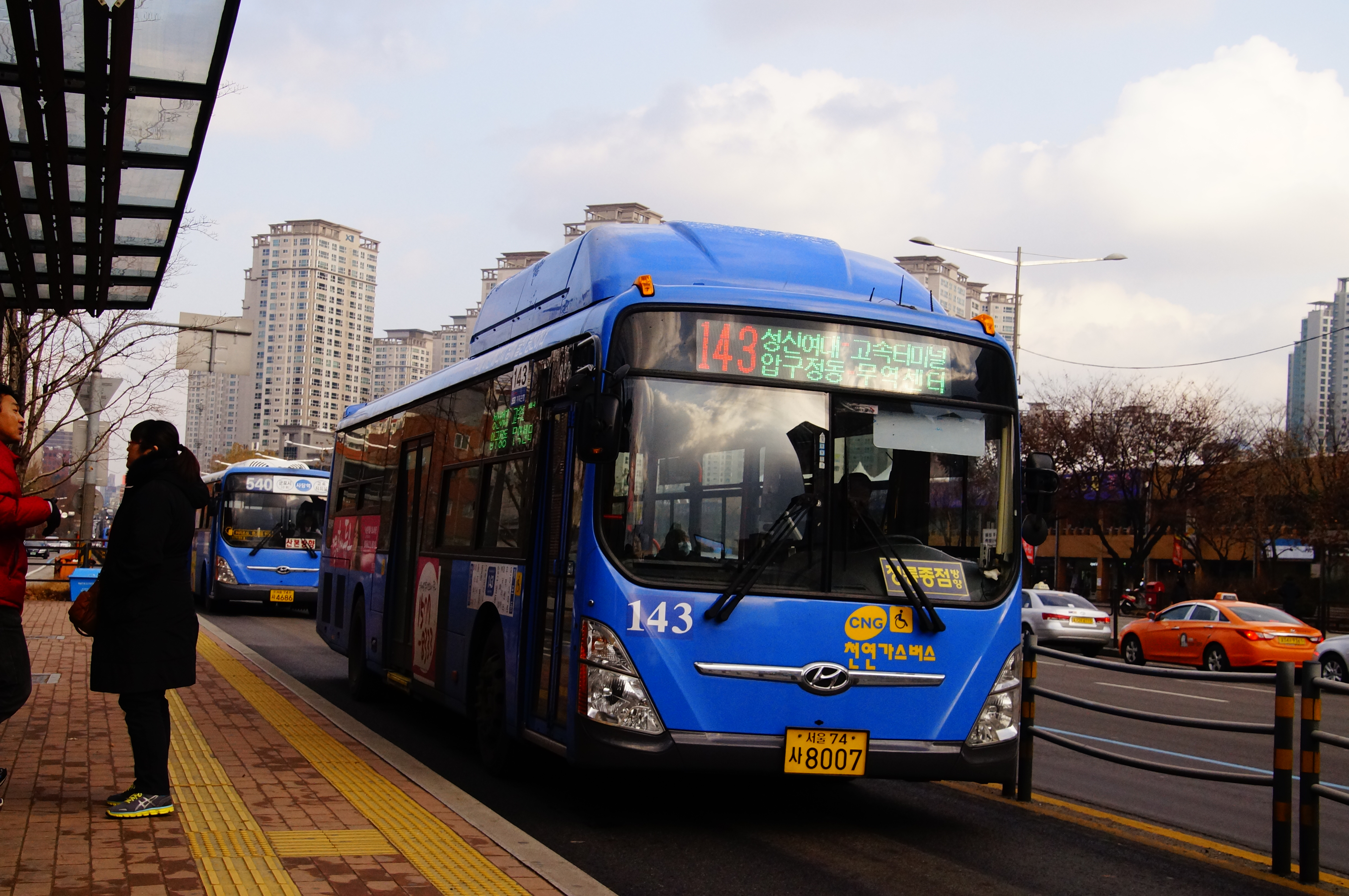
서울에서 승객수가 가장 많은 대진여객 소속 143번 버스

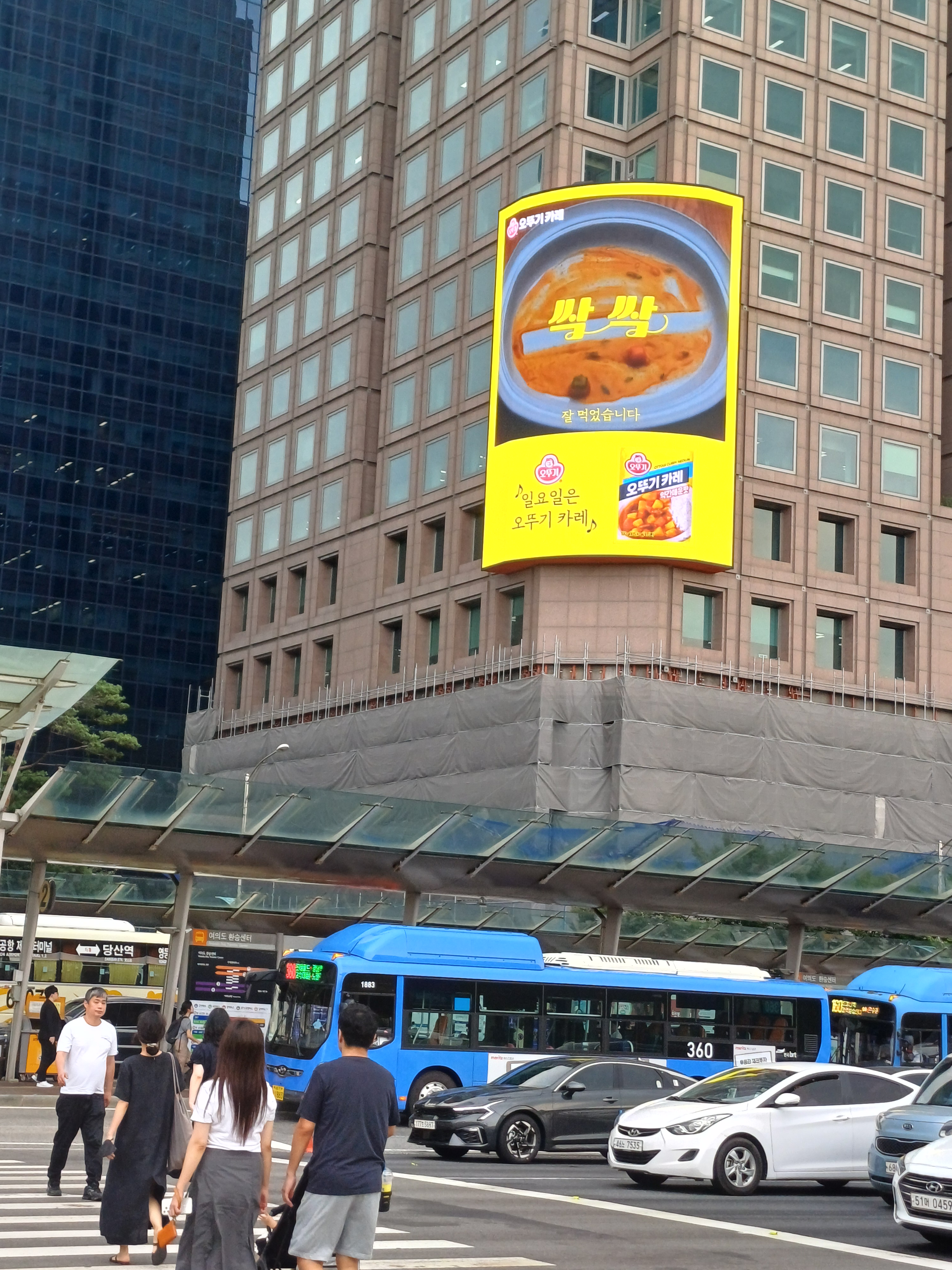
여의도환승센터에 정차중인 한국비알티자동차 소속 360번 버스

서울특별시 대중교통의 한 부분을 담당하는 서울특별시의 시내버스는 7,382대의 버스로 운행되고 있으며, 하루 500만 명의 시민이 이용하고 있다.
서울특별시 도시교통본부에서 관리하고 각 운수 회사에서 운행하는 형태로 운영되고 있다.

## 역사

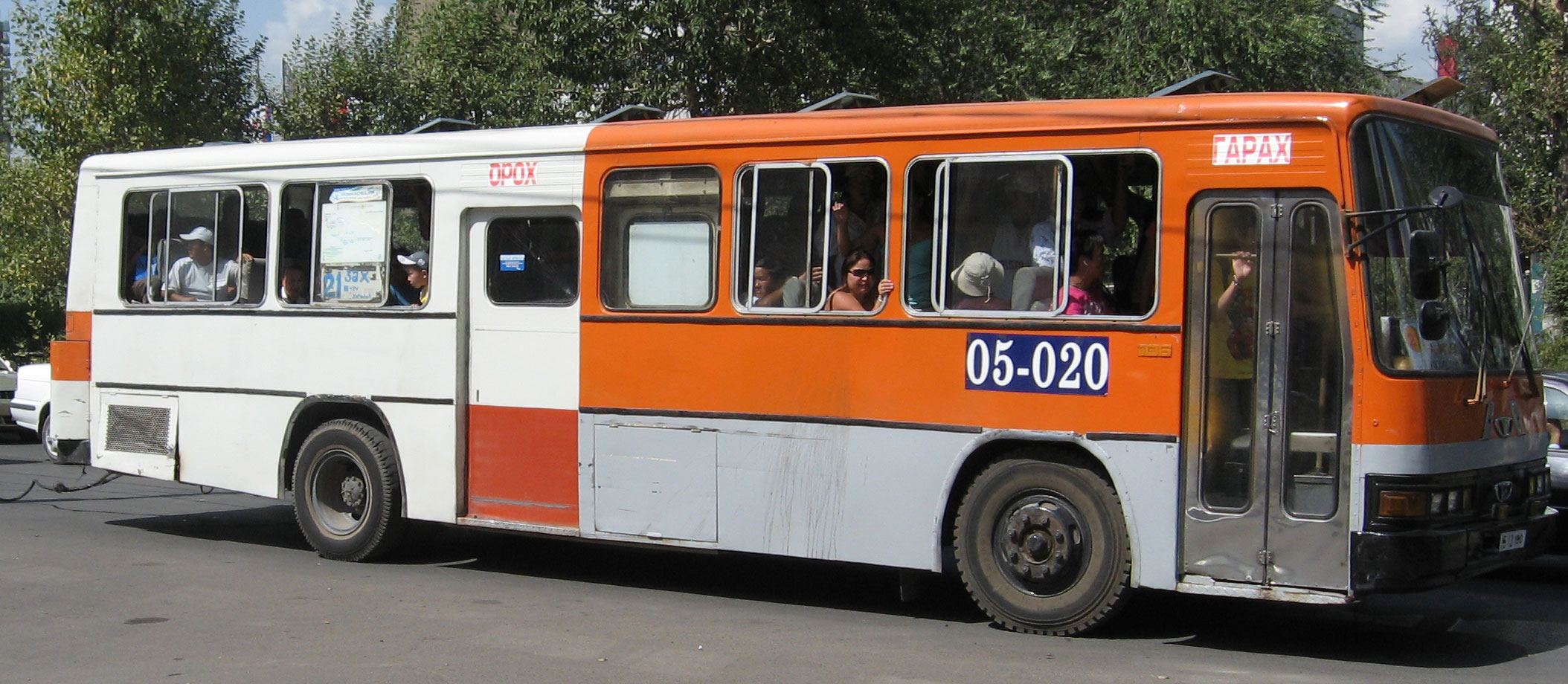
몽골 울란바토르에서 운행 중인 옛 서울시내버스 차량

1921년, 왕십리와 뚝섬을 연결하는 버스 노선이 개통하면서 서울에서 처음으로 버스 운행을 시작했다.
1949년 8월 17개의 버스 회사가 서울시로부터 면허를 받아 273대의 버스를 운영하게 됨으로써 본격적인 버스 운행이 시작되었다. 
해방 이후 북에서 내려온 사람들과 해외에서 귀환한 이들이 몰려들면서 서울특별시로의 인구 집중이 가속화되자, 무분별한 인구 집중을 막고 인구를 교외로 분산하기 위해 1949년하고 1963년 두 차례에 걸쳐 서울의 행정 구역을 확장하였다.
이러한 폭발적인 인구 증가로 인해 서울 도심을 중심으로 하는 교통난이 심화되었다. 
1966년 서울시는 도심의 교통난을 완화하기 위해 전차를 철거하는 대신 버스를 운영하는 방안을 발표하였다. 
전차를 철거하는 대신 이를 대체할 시영버스를 운행하고, 이후 수익성 있는 일부 노선을 민간 운수업자에 불하할 것을 골자로 하는 방안이었다.
서울시의 시내버스는 합승택시, 합승버스, 좌석버스 등의 형태로 운행이 되었고, 현재의 버스 체계는 2004년 이명박 시장의 역점사업으로 완성된 것이다. 
서울시는 2009년 n월 버스 운행 60주년(1949년)을 맞아 새벽 첫차를 이용하는 시민에게 빵 및 음료수 2개 등 선물을 나눠주고 101번과 150번 버스 등 11개의 노선에서 유니폼을 입은 도우미가 승·하차를 안내하는 '추억의 버스 안내양' 행사를 가졌다.

### 연보
- 일제강점기 : 서울에 처음으로 정기 버스를 운행하여 1912년부터 일본인들이 자동차 운수사업을 시작하였다.
- 1928년 4월 22일 : 20인승 '경성 부영버스' 10대의 버스를 운행하기 시작하였다.
- 1949년 8월 16일 : 서울승합 등 17개사의 업체가 서울특별시로부터 사업면허를 받아 273대를 운행하기 시작하였다.[10] 시내버스 노선 계획 및 인가가 이루어졌다.[11]
- 1956년 : 20개 회사가 서울시내버스 노선을 운영하였다. 합승택시의 신규노선 운행 인가가 이루어졌다.[12]
- 1959년 시내버스, 합승택시 2대가 노선을 운행하였다.[13]
- 1961년 8월 1일 : 시내버스의 노선번호 개편이 이루어졌다. 매월 회사 윤번제가 실시되었다.
- 1964년 12월 10일 : 시내버스, 합승택시의 노선번호 개편이 이루어졌다.
- 1965년 11월 16일 : 급행버스의 신규노선 운행 인가가 이루어졌다.
- 1966년 5월 1일 : 시내버스, 합승버스, 급행버스 2개의 노선번호 개편이 이루어졌다.
- 1967년 3월 13일 : 시영버스 50대 운행을 개시하였다.[14]
- 1969년 : 일본산 엔진과 보디를 들여와 외장을 자체 제작해 대한민국의 최초로 자동차를 수출한 회사를 설립하였다.
- 1970년 4월 1일 : 노선번호 개편이 이루어졌다. (민영 버스 : 1~160번 단위, 시영 버스 : 200번 단위)
- 1977년 10월 1일 : 토큰제가 실시되었다.
- 1982년 8월 10일 : 시민자율버스제도 시행.[15][16]
- 1984년 11월 1일 : 버스요금 선불제도 시행. 이후 버스안내양 제도는 점진적으로 폐지되기 시작하였다.[17]
- 1996년 7월 1일  : 버스 카드제가 실시되었다.
- 1999년 10월 1일 : 토큰제가 폐지되고 버스카드가 토큰제를 대체하였다.
- 2004년 7월 1일 : 버스 개편이 이루어졌고, 거리 비례제를 요금으로 바뀌었다.
- 2007년 7월 1일 : 서울시 지선버스, 간선버스, 순환버스 2개와 경기도 도시형버스, 마을버스 2개를 간으로 환승하는 수도권 대중교통 통합요금제를 실시하게 되었다.
- 2009년 10월 10일 : 수도권 대중교통 통합요금제가 인천시내버스를 적용받게 되었다.[18]
- 2018년 1월 15일  : 서울형 미세먼지 비상저감조치의 일환으로 출퇴근시간(첫차~09시, 18시(6시)~21시(9시))에 한해 전면 무료 운행을 실시하게 되었다.
- 2024년 11월 25일 : 새벽시간때에 자율주행하는 버스 노선이 도입되었다.[19]

## 현황

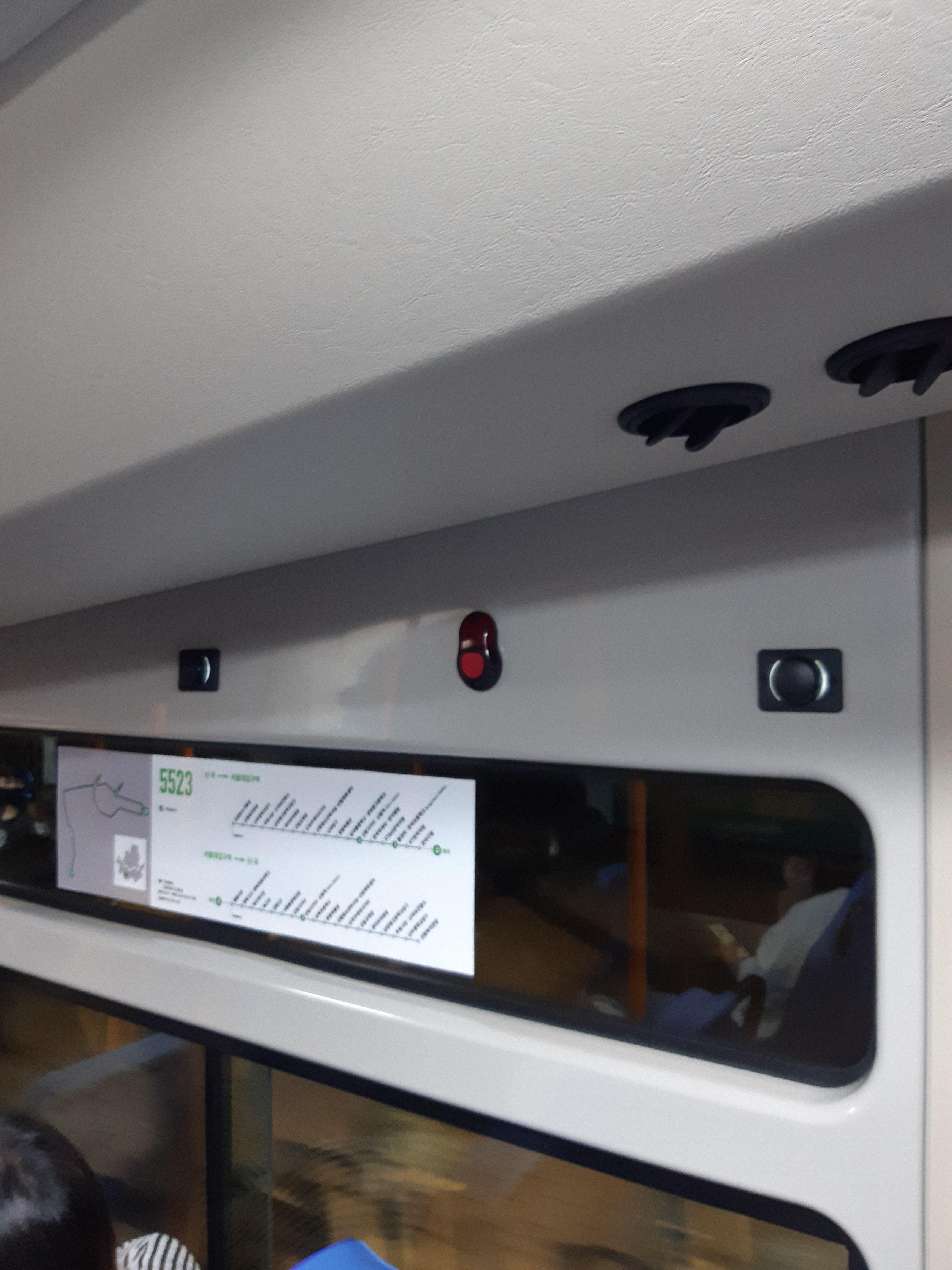
서울특별시의 시내 버스내 USB 휴대폰 충전포트가 설치되어 있는 차량

현재의 서울시내버스는 2004년 서울특별시 버스 개편으로 큰 틀이 확정되었다.
2020년 3월 기준으로 순환버스 5개, 간선버스 128개, 지선버스 211개, 광역버스 10개 노선 그리고 심야버스 9개 노선, 맞춤버스 12개 노선으로 총 375개 노선, 7,399대 버스가 모두 준공영제로 운영되고 있다. 
서울시내버스 하루 평균 이용객은 약 500만 명으로 대중교통 중 수도권 전철 다음으로 많다.
서울시는 2003년부터 저상버스를 도입, 현재 751대가 운행중이며, 2012년까지 전체 시내버스중 광역버스를 제외한 절반을 저상버스로 바꿀 계획에 있다. 이외에도 버스 도착 시간이 불규칙하다는 지적에 따라 서울특별시는 2011년까지 모든 버스 정류소에 안내 단말기를 설치하고 대기 오염 예방을 위하여 2010년까지 천연가스버스로 모두 바꾸겠다고 밝혔다.
한편 서울특별시는 2012년부터 2016년까지 대중교통계획을 발표했다. 계획안은 저상버스 도입 확대와 환승 직결 버스 노선 신설, 경기도, 인천광역시와 서울특별시를 오가는 광역버스와 같은 좌석형 급행간선버스의 도입, 3도어 저상버스의 도입 등이다.
주로 중앙버스전용차로와 도시고속화도로를 운행해 속도 경쟁력을 확보할 수 있을 것이라고 단언했다. 
후보 노선의 경우 시외곽을 오가는 간선버스가 후보 대상으로 좌석형 급행간선버스로 전환된다.
이 밖에도 운행 시간대에 따라 방향별 승객 수요가 편중되는 노선의 경우 승객 수요가 상대적으로 적은 한 방면의 정류장을 지나치는 단방향 무정차 버스를 2012년에 광역버스 노선에 한해 도입하면서 현재는 9401번, 9408번, 9707번, 9714번에 운행하고 있다.
2019년 11월 20일부터 일부 서울특별시 버스에서도 공용와이파이가 설치가 되었다.

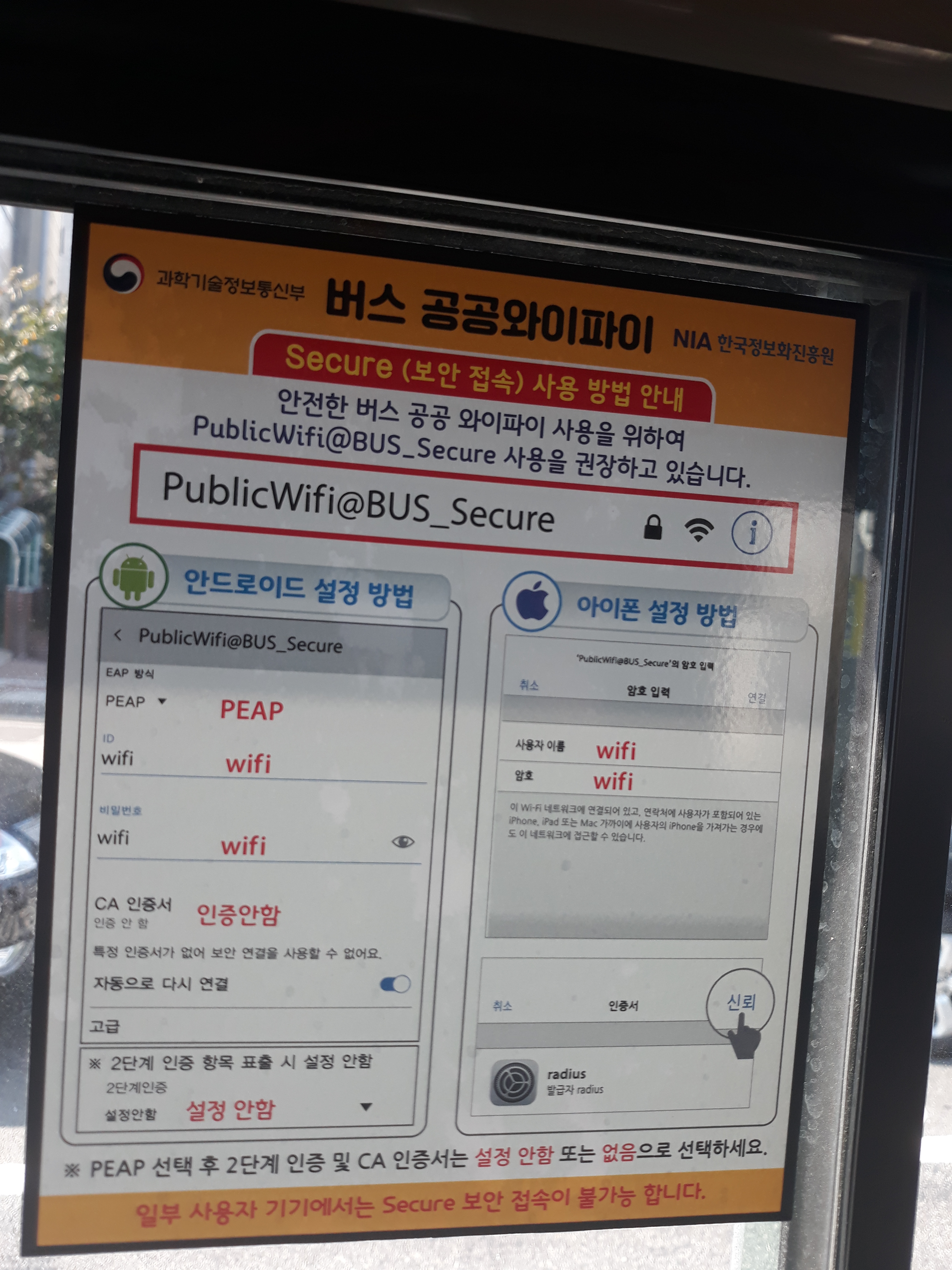
버스 공용와이파이 안내문

### 종류
현재 서울시내버스는 간선, 지선, 순환, 광역, 맞춤, 심야버스 등 5개의 여섯 종류로 나뉘어 있으며 공항버스도 운행하고 있다.
- ■ 간선버스 : 서울의 주요 업무지구를 연계하며, 도시형버스에 해당한다.
- ■ 지선버스 : 각 주거 지역하고 교통 결절점을 운행 및 지하철을 연계하는 역할을 하게 된다. 일반적으로 도시형버스에 해당하며, 순환버스나 마을버스에 해당하는 요금을 징수하는 경우도 있다. 이 분류에는 특정한 시간동안 운행하는 맞춤버스를 일부로 포함하게 된다.
- ■ 순환버스 : 지역 내를 순환하며 운행하는 역할을 한다. 마을버스하고 유사하지만, 요금의 차이가 있다.
- ■ 광역버스 : 수도권 업무지구와 주변 위성 도시들을 연계하며, (직행)좌석버스에 해당된다.

### 노선 번호
다음은 서울시내버스의 노선 번호 지정 규칙이다.
| 종별       | 첫째 자리 번호       | 둘째 자리 번호   | 셋째 자리 번호   | 넷째 자리 번호 |
| ---------- | -------------------- | ---------------- | ---------------- | -------------- |
| ■ 순환버스 | 버스가 운행되는 지역 | 일련 번호(1~)    | (없음)           | (없음)         |
| ■ 간선버스 | 출발 지역의 번호     | 도착 지역의 번호 | 일련 번호(0~)    | (없음)         |
| ■ 지선버스 | 출발 지역의 번호     | 도착 지역의 번호 | 일련 번호(11~)   | 일련 번호(11~) |
| ■ 광역버스 | 9                    | 출발 지역의 번호 | 일련 번호(00~)   | 일련 번호(00~) |
| 맞춤버스   | 8                    | 출발 지역의 번호 | 도착 지역의 번호 | 일련 번호(0~)  |
| 공항버스   | 6(0~7)               | 6(0~7)           | 일련 번호(00~)   | 일련 번호(00~) |
| 심야버스   | N                    | 출발 지역의 번호 | 도착 지역의 번호 | (없음)         |

간선버스, 지선버스, 광역버스의 권역 부여 면에서는 몇 가지 예외가 있다.

#### 주요 권역
| 구분  | 주요 지역                        | 연장선                                                                         |
| ----- | -------------------------------- | ------------------------------------------------------------------------------ |
| 0권역 | 중구, 종로구, 용산구             | (없음)                                                                         |
| 1권역 | 성북구, 강북구, 도봉구, 노원구   | 경기도 양주시, 의정부시, 동두천시, 포천시, 연천군                              |
| 2권역 | 성동구, 광진구, 동대문구, 중랑구 | 경기도 구리시, 남양주시, 가평군, 양평군                                        |
| 3권역 | 송파구, 강동구                   | 경기도 광주시, 하남시, 이천시, 여주시                                          |
| 4권역 | 서초구, 강남구                   | 경기도 성남시, 용인시, 안성시                                                  |
| 5권역 | 금천구, 동작구, 관악구           | 경기도 안양시, 군포시, 의왕시, 안산시, 과천시, 수원시, 화성시, 오산시, 평택시, |
| 6권역 | 양천구, 강서구, 구로구, 영등포구 | 인천광역시, 경기도 김포시, 부천시, 광명시, 시흥시                              |
| 7권역 | 은평구, 마포구, 서대문구         | 경기도 고양시, 파주시                                                          |

### 요금 및 환승제도

#### 요금
- 요금은 현금 또는 교통 카드로 지불한다. 한 번 승차하는 경우는 현금과 교통 카드 모두 정액요금만 징수하며, 시계외 추가 요금(최대 760원 추가 징수)은 2004년 7월 1일부터 폐지되었다.
- 지선버스는 요금으로 분류하면 도시형버스(가장 일반적인 형태), 순환버스, 마을버스와 유사하게 구분된다.
- 서울시내버스 및 마을버스에서는 티머니, 탑패스, 이비카드, 캐시비, 레일플러스를 이용할 수 있으며 티머니, 캐시비와 호환되는 후불식 교통 카드도 이용할 수 있다. 2009년 1월 10일부터는 부산광역시에서 사용되는 마이비카드와 하나로카드를 사용할 수 있다. 그 후로 2016년 1월 30일부터 광주광역시에서 사용되는 한페이를 사용 가능하다.
- 서울시내버스는 대한민국 여객자동차 운송사업법에 규정된 무임 운송 대상과 별도로, 보호자와 동행하는 만 6세 미만의 어린이 세 명까지 무료로 탑승할 수 있다. 또한 청소년, 어린이 할인은 다음과 같이 적용된다.
  - 성인 요금 : 만 19세 생일 ~
  - 청소년 요금 : 만 13세 생일 이후~만 19세 생일까지
  - 어린이 요금 : ~ 만 13세 생일

다음은 상세한 요금표이다.
| 종류               | 나이                                 | 현금 (원) | 교통카드 (원) | 조조할인 (원) |
| ------------------ | ------------------------------------ | --------- | ------------- | ------------- |
| 광역버스           | 어른 (일반, 만 19세 이상)            | 3,000     | 3,000         | 2,400         |
| 광역버스           | 청소년 (중·고등학생, 만 13세 ~ 18세) | 1,800     | 1,700         | 1,360         |
| 광역버스           | 어린이 (초등학생, 만 7세 ~ 12세)     | 1,500     | 1,500         | 1,200         |
| 간선·지선(도시형)  | 어른 (일반, 만 19세 이상)            | 1,500     | 1,500         | 1,200         |
| 간선·지선(도시형)  | 청소년 (중·고등학생, 만 13세 ~ 18세) | 1,000     | 900           | 720           |
| 간선·지선(도시형)  | 어린이 (초등학생, 만 7세 ~ 12세)     | 550       | 550           | 440           |
| 차등지선, 순환버스 | 어른 (일반, 만 19세 이상)            | 1,400     | 1,400         | 1,120         |
| 차등지선, 순환버스 | 청소년 (중·고등학생, 만 13세 ~ 18세) | 800       | 800           | 640           |
| 차등지선, 순환버스 | 어린이 (초등학생, 만 7세 ~ 12세)     | 500       | 500           | 400           |
| 심야버스           | 어른 (일반, 만 19세 이상)            | 2,500     | 2,500         |               |
| 심야버스           | 청소년 (중·고등학생, 만 13세 ~ 18세) | 1,600     | 1,800         |               |
| 심야버스           | 어린이 (초등학생, 만 7세 ~ 12세)     | 1,400     | 1,400         |               |
| 마을버스           | 어른 (일반, 만 19세 이상)            | 1,200     | 1,200         | 960           |
| 마을버스           | 청소년 (중·고등학생, 만 13세 ~ 18세) | 600       | 600           | 480           |
| 마을버스           | 어린이 (초등학생, 만 7세 ~ 12세)     | 400       | 400           | 320           |

#### 환승 제도
- 서울시내버스, 경기시내버스, 인천시내버스와 수도권 전철은 수도권 통합요금제의 대상이므로 기본 10km까지 기본요금이 부과되며 서울 광역버스, 경기도 일반좌석, 직행좌석버스, 인천의 좌석버스, 광역버스를 1회 이상 이용시 30km까지 기본요금이 부과된다. 그 이후에는 초과되는 매 5km마다 100원의 추가 요금 (대인 기준)이 부과된다. 최대 요금 제한은 각 교통수단 이용시의 최대 요금 합이다. 또한, 현금 이용시에는 거리 산정이 불가능하므로 환승 혜택을 받을 수 없다. 단 50 km 초과 환승통행은 8km마다 100원씩 추가된다.
- 환승 할인 혜택을 받고자 할 경우 내릴 때 단말기에 카드를 대야 한다. 단독 승차시에는 기본요금만 징수하므로 내릴 때 카드를 댈 필요는 없으나, 혼동 방지를 위해 무조건 카드를 대고 내리는 것이 권장된다.
- 같은 노선에서는 환승 할인이 불가능하나, 타업체 공동 운행 노선, A/B 구분이 다른 버스(110A번과 110B번, 702A번과 702B번 등)는 다른 노선으로 인식하여 환승 할인이 가능하다. 또한 차고지 사정 등으로 인해 특별히 조정을 하는 경우도 있다.
- 다인승 탑승 및 환승 할인은 시내버스에서만 가능하며, 동일 인원이 동일 목적지까지 이동할 경우에만 인정받을 수 있다.
- 하차태그시 잔액이 부족할 경우 다음승차시 해당 교통수단의 기본요금 2배를 부과한다.

### 버스안내시스템 및 차량
- 버스안내시스템 : 2004년에 서울특별시는 모든 서울특별시 소속 버스에 버스 관리 시스템 단말기를 설치하였다. 이 단말기는 위성으로 버스 사령실과 연결되어 현재 각 버스의 위치, 운행 속도 등을 전송한다. 서울특별시는 이 정보를 이용하여 노선별 버스 위치, 정류장별 도착 예정 버스 정보를 인터넷으로 서비스하고, 정류소별 도착 정보 및 막차 이동 정보 등을 서울특별시 버스안내시스템 을 통하거나 1577-0287 ARS 서비스를 이용하여 확인할 수 있다. ARS 서비스의 경우 '1577-0287 > 7 > 정류소코드# > 노선번호#'의 순서로 이용 가능하다.
- 차량 : 다른 도시와 마찬가지로, 현대자동차와 대우버스, 에디슨모터스의 차량이 이용되며 많은 노선에서 저상버스가 운행되고 있다. 146번, 1154번에서와 같이 일부 노선에는 하이브리드 차량이 도입되었고, 303번, 1711번 등에서는 전기버스도 운행 중이다. 전기버스의 경우, 현대자동차, 에디슨모터스 이외에도 다양한 회사의 차량이 있는데, 중국 기업의 차량이 이용되는 경우도 존재한다.
- 차량 출고 규정 : 서울시내버스는 일반적으로 차량을 천연가스버스 및 전기, 수소버스만 출고하도록 의무화되어있다. 다만 예외적으로 각 마을버스 노선에서 운행중인 소형버스 및 및 노선거리가 길지 않은 대진여객 소속 성북05번, 금창운수 소속 중랑01번의 승합차 차종을 제외하고는 천연가스버스 또는 전기, 수소버스가 의무적으로 출고된다. 또한 신차 출고시에는 지선/간선형의 노선에는 신차 출고시 입석형 차량을 출고해야하는 규정이 있다. 다만 예외적으로는 광역버스에서 형간 전환된 경우, 광역버스에서 차량을 감차하여 타 노선에 증차하는 경우에는 좌석형 차량을 예외적으로 허용한다. 또한 서울특별시와 협정을 맺은 KD운송그룹 소속의 대원여객, 대원교통은 승객의 사고 방지 및 인명피해 방지를 위해 저상버스를 제외하고는 신차 출고시에 2x1배열의 좌석형 차량을 옵션으로 출고하도록 승인받았다. 그러나 2019년부터 조례가 개정되어 서울시내버스는 광역버스나 일부 저상버스 도입이 불가능한[31] 지선버스, 간선버스 노선을 제외하고는 모든 버스 노선에 저상버스를 출고하도록 의무화하고 있다. 또한, 전기버스를 운용하는 회사의 경우, 최소한 2개 이상의 회사의 차를 운용해야 한다는 규정도 존재한다. 또한 광역버스의 경우 2018년에는 조레가 개정되어 모든 광역버스 노선에는 기존 차량을 제외하고 신차 출고시 대형 고급형 좌석버스 차량을 출고하도록 의무화 하였고, 옵션은 업체 재량으로 선택한다.

### 노선 운행 규정
서울특별시는 업체당 운영할 수 있는 노선 형태를 개편 당시 규정하였다. 일반 시내버스 업체는 마을버스 노선을 제외한 지선·간선·순환·광역버스 노선 모두를 굴릴 수 있도록 하였고, 예외적으로는 선진운수, 대진여객, 범일운수만 마을버스를 굴릴 수 있도록 승인받았다. 또한 전환 시내버스 업체는 간선버스를 굴릴 수 없도록 규정하였는데, 이 때문에 현재 풍양운수를 인수·합병한 오케이버스가 간선버스 602번 문제로 정규 시내버스로 법인 승격된 사례가 있다.

### 공항버스
공항버스는 서울의 주요 지역과 김포국제공항 및 인천국제공항을 빠르게 운행하고 있다. 공항버스는 준공영제 대상이 아니고, 운임 체계가 별도로 만들어져 있으며, 공항버스와 택시간(다만, 모두 서울특별시 차적이어야 한다)의 환승할인, 영종도 관광지 연계버스 환승할인 이외의 환승할인은 불가능하다. 공항버스는 현재 21개 노선이 운행되고 있으며, 요금은 최대 15000원으로 노선마다 다르고, 공항리무진주식회사와 서울공항리무진주식회사에서 운영한다. 또한 코엑스로부터 운행하는 한국도심공항 운영의 직행 리무진이 있으며 대한항공 KAL리무진에서 운행하는 서울시내 주요호텔에서 인천국제공항간 직행 리무진이 있다.

### 타 지역 노선과의 공동 운행
2004년 서울특별시 버스 개편 이전에는 서울시내버스와 경기시내버스 (남양주권, 일산권, 분당권 등) 간에 공동 운행하는 경우가 많았다. 이는 업체 간 과당 경쟁 완화가 주 목적이지만, 최근에는 시내버스 총량제로 인해 증차가 불가능하게 되어 불가피하게 공동 운행하는 경우도 있다. 하지만 개편 이전에도 수익성 악화와 양 사간 운행질서 방해등으로 잦은 마찰 등을 이유로 공동 운행 참여 업체 중 일부가 운행을 포기하는 경우 (고양 1008번, 921번, 1000번 등)가 있었으며, 개편 이후에는 이 외에도 면허 이관(성남 9407번 등), 노선 변경(서울 9503→542번), 운행 휴지(파주 8880번 등) 등의 이유로 인해 이 형태를 유지하는 노선들의 수는 점차 줄어들어 2020년 기준으로 하나도 존재하지 않게 되었다.
공동 운행하는 노선들 간의 운행 경로가 항상 같은 것은 아니었다. 경기도 용인시 죽전동과 압구정동의 갤러리아백화점을 오가던 광주시 면허의 9414번 직행좌석버스의 경우 형식상으로는 서울 면허와 공동 운행하였지만 서울 면허의 9414번 (오리역 출발)과 경기 면허의 9414번 (죽전동 출발)의 기점이 다른 곳이었다. 이후 서울 9414번은 폐지되었고 경기 9414번도 삼성역으로 단축되어 운행 중이다. 경기도 군포시와 신사역을 오가던 안양 면허의 3030번과 서울 면허의 9503번은 공동 운행 노선이었으나 차고지 등의 이유로 3030번은 군포공영차고지, 9503번은 군포화물터미널이 기점으로 노선에 약간의 차이가 있었다. 9503번은 이후 노선 변경 및 형간 전환으로 542번이 되어 더 이상 3030번과 공동 배차하지 않는다. 이 외에도 행정적인 편의를 위해 임시로 공동 운행을 해 온 경우도 존재한다. 경동시장과 양수리, 운길산역을 오가는 남양주 167번의 경우, 기존에 운행해오던 서울 면허의 2228번 노선을 폐선하는 과정에서 행정적인 편의와 승객 불편 최소화를 위해 3개월여 간 임시로 공동 운행하였다. 마찬가지로 숭례문과 금촌역을 오가는 파주 9709번의 경우, 기존에 운행해오던 서울 면허의 9709번 노선을 폐선하는 과정에서 행정적인 편의와 승객 불편 최소화를 위해 3개월여 간 임시로 공동 운행하였다.

## 운수 업체
2022년 7월 3일 기준이다.
| 운행업체      | 보유 노선수 | 보유 노선수 | 보유 노선수 | 보유 노선수 | 보유 노선수 | 보유 노선수 | 보유 노선수 | 인가 대수 | 인가 대수 | 인가 대수 | 인가 대수 | 인가 대수 | 인가 대수 | 인가 대수 | 운행 대수 | 운행 대수 | 운행 대수 | 운행 대수 | 운행 대수 | 운행 대수 | 운행 대수 | 예비 대수 | 예비 대수 | 예비 대수 | 예비 대수 | 예비 대수 | 예비 대수 | 예비 대수 | 노선 번호                                                                            |
| ------------- | ----------- | ----------- | ----------- | ----------- | ----------- | ----------- | ----------- | --------- | --------- | --------- | --------- | --------- | --------- | --------- | --------- | --------- | --------- | --------- | --------- | --------- | --------- | --------- | --------- | --------- | --------- | --------- | --------- | --------- | ------------------------------------------------------------------------------------ |
| 운행업체      | 합계        | 광역        | 간선        | 지선        | 순환        | 심야        | 맞춤        | 합계      | 광역      | 간선      | 지선      | 순환      | 심야      | 맞춤      | 합계      | 광역      | 간선      | 지선      | 순환      | 심야      | 맞춤      | 합계      | 광역      | 간선      | 지선      | 순환      | 심야      | 맞춤      | 노선 번호                                                                            |
| 경성여객      | 4           | -           | 1           | 2           | -           | 1           | -           | 73        | -         | 46        | 24        | -         | 4         | -         | 70        | -         | 45        | 21        | -         | 4         | -         | 3         | -         | 1         | 2         | -         | -         | -         | 271, 1213, 2013, N62                                                                 |
| 공항버스      | 4           | -           | 1           | 2           | -           | 1           | -           | 74        | -         | 27        | 43        | -         | 4         | -         | 72        | -         | 26        | 42        | -         | 4         | -         | 2         | -         | 1         | 1         | -         | -         | -         | 605, 6631, 6632, N64                                                                 |
| 관악교통      | 6           | -           | 1           | 3           | -           | 1           | 1           | 81        | -         | 29        | 44        | -         | 5         | 3         | 77        | -         | 29        | 43        | -         | 5         | -         | 4         | -         | -         | 1         | -         | -         | 3         | 643, 5515, 5519, 6515, 8541, N61                                                     |
| 군포교통      | 3           | -           | 1           | 2           | -           | -           | -           | 95        | -         | 15        | 80        | -         | -         | -         | 89        | -         | 13        | 76        | -         | -         | -         | 6         | -         | 2         | 4         | -         | -         | -         | 500, 5531, 5623                                                                      |
| 김포교통      | 6           | -           | 3           | 3           | -           | -           | -           | 117       | -         | 62        | 55        | -         | -         | -         | 113       | -         | 60        | 53        | -         | -         | -         | 4         | -         | 2         | 2         | -         | -         | -         | 651, 654, 672, 6629, 6648, 6712                                                      |
| 남성버스      | 7           | 3           | 3           | 1           | -           | -           | -           | 169       | 66        | 87        | 16        | -         | -         | -         | 158       | 59        | 85        | 14        | -         | -         | -         | 11        | 7         | 2         | 2         | -         | -         | -         | 320, 361, 452, 3420, 9401, 9404, 9408                                                |
| 다모아자동차  | 5           | -           | 4           | -           | -           | 2           | -           | 123       | -         | 119       | -         | -         | 4         | -         | 119       | -         | 114       | -         | -         | 4         | -         | 4         | -         | 5         | -         | -         | -         | -         | 270, 470, 601, 710, N26, N72                                                         |
| 대성운수      | 5           | -           | 4           | 1           | -           | -           | -           | 75        | -         | 75        | -         | -         | -         | -         | 72        | -         | 72        | -         | -         | -         | -         | 5         | -         | 3         | -         | -         | -         | -         | 333, 343, 345, 440, 3313                                                             |
| 대원교통 (KD) | 5           | -           | 3           | 2           | -           | -           | -           | 125       | -         | 76        | 49        | -         | -         | -         | 113       | -         | 70        | 43        | -         | -         | -         | 12        | -         | 6         | 6         | -         | -         | -         | 240, 241, 242, 2015, 2016                                                            |
| 대원여객 (KD) | 12          | -           | 7           | 4           | -           | 1           | -           | 207       | -         | 152       | 51        | -         | 4         | -         | 162       | -         | 131       | 64        | -         | 4         | -         | 14        | -         | 9         | 4         | -         | -         | -         | 0411, 106, 107, 111, 201, 341, 370, 542, 2312, 2416, 3323, N34                       |
| 대진여객      | 10          | -           | 4           | 6           | -           | -           | -           | 172       | -         | 131       | 41        | -         | -         | -         | 157       | -         | 121       | 36        | -         | -         | -         | 15        | -         | 10        | 5         | -         | -         | -         | 110A, 110B, 143, 162, 1014, 1020, 1113, 1114, 1116, 1162                             |
| 대흥교통      | 2           | -           | 1           | 1           | -           | -           | -           | 46        | -         | 30        | 16        | -         | -         | -         | 44        | -         | 29        | 15        | -         | -         | -         | 2         | -         | 1         | 1         | -         | -         | -         | 463, 4211                                                                            |
| 도선여객      | 6           | -           | 3           | 3           | -           | -           | -           | 139       | -         | 86        | 53        | -         | -         | -         | 133       | -         | 83        | 50        | -         | -         | -         | 6         | -         | 3         | 3         | -         | -         | -         | 406, 420, 472, 4312, 4432, 4435                                                      |
| 도원교통      | 8           | -           | 1           | 6           | -           | 1           | -           | 121       | -         | 29        | 88        | -         | 4         | -         | 117       | -         | 29        | 84        | -         | 4         | -         | 4         | -         | -         | 4         | -         | -         | -         | 171, 1213, 1711, 6514, 6617, 6620, 6657, N62                                         |
| 동성교통      | 7           | 3           | 2           | 2           | -           | -           | -           | 162       | 67        | 74        | 21        | -         | -         | -         | 155       | 63        | 72        | 20        | -         | -         | -         | 7         | 4         | 2         | 1         | -         | -         | -         | 302, 303, 3420, 4425, 9401, 9403, 9409                                               |
| 동아운수      | 9           | -           | 5           | 2           | -           | 1           | 1           | 211       | -         | 183       | 22        | -         | 4         | 2         | 202       | -         | 176       | 20        | -         | 4         | 2         | 9         | -         | 7         | 2         | -         | -         | -         | 101, 121, 151, 152, 153, 1115, 1165, 8111, N15                                       |
| 동해운수      | 4           | -           | 3           | 1           | -           | -           | -           | 82        | -         | 56        | 26        | -         | -         | -         | 74        | -         | 51        | 23        | -         | -         | -         | 8         | -         | 5         | 3         | -         | -         | -         | 700, 760, 771, 7728                                                                  |
| 메트로버스    | 5           | -           | 3           | 1           | -           | 1           | -           | 96        | -         | 71        | 21        | -         | 4         | -         | 89        | -         | 69        | 17        | -         | 4         | -         | 7         | -         | 3         | 4         | 1         | -         | -         | 260, 262, 273, 2227, N26                                                             |
| 범일운수      | 13          | -           | 1           | 10          | -           | 1           | 1           | 188       | -         | 29        | 153       | -         | 4         | 2         | 178       | -         | 27        | 145       | -         | 4         | 2         | 10        | -         | 2         | 8         | -         | -         | -         | 505, 5413, 5525, 5537, 5617, 5619, 5620, 5621, 5627, 5633, 6637, 8551, N51           |
| 보광교통      | 6           | -           | 1           | 4           | -           | 1           | -           | 81        | -         | 5         | 74        | -         | 2         | -         | 77        | -         | 5         | 70        | -         | 2         | -         | 4         | -         | -         | 4         | -         | -         | -         | 674, 0017, 7017, 7021, 7730, N72                                                     |
| 보광운수      | 4           | -           | -           | 4           | -           | -           | -           | 41        | -         | -         | 41        | -         | -         | -         | 41        | -         | -         | 41        | -         | -         | -         | 0         | -         | -         | -         | -         | -         | -         | 2113, 2114, 2234, 2235                                                               |
| 보성운수      | 7           | -           | 1           | 6           | -           | -           | -           | 111       | -         | 13        | 98        | -         | -         | -         | 103       | -         | 12        | 91        | -         | -         | -         | 8         | -         | 1         | 7         | -         | -         | -         | 660, 5522A, 5522B, 5523, 5615, 5618, 6512                                            |
| 보영운수      | 4           | -           | 1           | 3           | -           | -           | -           | 81        | -         | 16        | 65        | -         | -         | -         | 75        | -         | 15        | 60        | -         | -         | -         | 6         | -         | 1         | 5         | -         | -         | -         | 503, 5630, 5634, 5714                                                                |
| 북부운수      | 9           | -           | 2           | 6           | 1           | -           | -           | 186       | -         | 70        | 104       | 12        | -         | -         | 174       | -         | 66        | 97        | 11        | -         | -         | 12        | -         | 4         | 7         | 1         | -         | -         | 01, 262, 272, 2112, 2211, 2230, 2233, 2311, 2312                                     |
| 삼성여객      | 4           | -           | 3           | -           | -           | 1           | -           | 83        | -         | 79        | -         | -         | 4         | -         | 79        | -         | 75        | -         | -         | 4         | -         | 4         | -         | 4         | -         | -         | -         | -         | 400, 405, 421, N64                                                                   |
| 삼양교통      | 3           | -           | 2           | 1           | -           | -           | -           | 87        | -         | 83        | 4         | -         | -         | -         | 81        | -         | 77        | 4         | -         | -         | -         | 6         | -         | 6         | -         | -         | -         | -         | 130, 144, 1165                                                                       |
| 삼화상운      | 12          | -           | 4           | 7           | -           | 1           | -           | 115       | -         | 64        | 46        | -         | 5         | -         | 109       | -         | 60        | 44        | -         | 5         | -         | 6         | -         | 4         | 2         | -         | -         | -         | 102, 103, 146, 173, 1129, 1130, 1133, 1137, 1140, 1143, 1224, N61                    |
| 상진운수      | 4           | -           | 1           | 3           | -           | -           | -           | 83        | -         | 36        | 47        | -         | -         | -         | 78        | -         | 34        | 44        | -         | -         | -         | 5         | -         | 2         | 3         | -         | -         | -         | 261, 1122, 2012, 2115                                                                |
| 서부운수      | 4           | -           | 1           | 2           | -           | -           | 1           | 60        | -         | 37        | 22        | -         | -         | 1         | 57        | -         | 36        | 20        | -         | -         | 1         | 3         | -         | 1         | 2         | -         | -         | -         | 721, 7018, 7719, 8761                                                                |
| STN           | 7           | -           | 6           | -           | -           | 1           | -           | 185       | -         | 181       | -         | -         | 4         | -         | 178       | -         | 174       | -         | -         | 4         | -         | 7         | -         | 7         | -         | -         | -         | -         | 150, 160, 500, 507, 600, 670, N16                                                    |
| 서울매일버스  | 5           | 1           | 1           | 3           | -           | -           | -           | 109       | 25        | 14        | 70        | -         | -         | -         | 105       | 23        | 13        | 68        | -         | -         | -         | 5         | 2         | 1         | 2         | -         | -         | -         | 703, 5625, 5626, 5713, 9711                                                          |
| 서울버스      | 4           | -           | 2           | 2           | -           | -           | -           | 104       | -         | 70        | 34        | -         | -         | -         | 100       | -         | 68        | 32        | -         | -         | -         | 4         | -         | 2         | 2         | -         | -         | -         | 301, 401, 3011, 3426                                                                 |
| 서울승합      | 9           | -           | 2           | 6           | -           | 1           | -           | 161       | -         | 58        | 99        | -         | 4         | -         | 152       | -         | 55        | 93        | -         | 4         | -         | 9         | -         | 3         | 6         | -         | -         | -         | 340, 342, 3212, 3318, 3321, 3411, 3412, 3413, N30                                    |
| 선일교통      | 3           | -           | 1           | 2           | -           | -           | -           | 68        | -         | 25        | 43        | -         | -         | -         | 62        | -         | 23        | 39        | -         | -         | -         | 6         | -         | 2         | 4         | -         | -         | -         | 104, 1119, 1126                                                                      |
| 선진운수      | 14          | 2           | 4           | 6           | -           | -           | 2           | 293       | 51        | 124       | 109       | -         | -         | 9         | 278       | 47        | 118       | 104       | -         | -         | 9         | 15        | 4         | 6         | 5         | -         | -         | -         | 702A, 702B, 707, 742, 752, 753, 7022, 7025, 7212, 7613, 7715, 7720, 8771, 8774, 9707 |
| 성원여객      | 4           | -           | -           | 4           | -           | -           | -           | 45        | -         | -         | 45        | -         | -         | -         | 43        | -         | -         | 43        | -         | -         | -         | 2         | -         | -         | 2         | -         | -         | -         | 1111, 1162, 1164, 2115                                                               |
| 세풍운수      | 8           | -           | -           | 8           | -           | -           | -           | 123       | -         | -         | 123       | -         | -         | -         | 111       | -         | -         | 111       | -         | -         | -         | 12        | -         | -         | 12        | -         | -         | -         | 6513, 6613, 6614, 6616, 6638, 6640A, 6640B, 6716                                     |
| 송파상운      | 9           | -           | 1           | 8           | -           | -           | -           | 104       | -         | 9         | 95        | -         | -         | -         | 100       | -         | 8         | 92        | -         | -         | -         | 4         | -         | 1         | 3         | -         | -         | -         | 370, 3214, 3314, 3315, 3316, 3317, 3318, 3321, 3416                                  |
| 신길교통      | 7           | -           | 7           | -           | -           | -           | 1           | 118       | -         | 118       | -         | -         | -         | -         | 112       | -         | 112       | -         | -         | -         | -         | 7         | -         | 7         | -         | -         | -         | -         | 604, 606, 652, 653, 661, 673, 674                                                    |
| 신수교통      | 7           | -           | 3           | 4           | -           | -           | -           | 106       | -         | 56        | 50        | -         | -         | -         | 95        | -         | 54        | 39        | -         | -         | -         | 7         | -         | 3         | 4         | -         | -         | -         | 705, 761, 774, 7211, 7722, 7723, 7734                                                |
| 신인운수      | 3           | -           | 1           | 2           | -           | -           | -           | 72        | -         | 28        | 44        | -         | -         | -         | 66        | -         | 25        | 41        | -         | -         | -         | 6         | -         | 3         | 3         | -         | -         | -         | 571, 5012, 5528                                                                      |
| 신촌교통      | 7           | -           | 2           | 3           | -           | -           | 2           | 87        | -         | 48        | 38        | -         | -         | 1         | 79        | -         | 44        | 34        | -         | -         | 1         | 8         | -         | 4         | 4         | -         | -         | -         | 740, 750A, 7711, 7726, 7727, 8761, 8777                                              |
| 신흥운수      | 9           | -           | -           | 8           | -           | -           | 1           | 115       | -         | -         | 113       | -         | -         | 2         | 110       | -         | -         | 108       | -         | -         | 2         | 5         | -         | -         | 5         | -         | -         | -         | 2221, 2222, 2415, 3216, 3220, 3414, 6649, 6654, 8331                                 |
| 아진교통      | 4           | -           | 2           | 2           | -           | -           | -           | 104       | -         | 80        | 24        | -         | -         | -         | 95        | -         | 74        | 21        | -         | -         | -         | 9         | -         | 6         | 3         | -         | -         | -         | 141, 142, 1127, 1128                                                                 |
| 영신여객      | 3           | -           | 2           | 1           | -           | -           | -           | 59        | -         | 50        | 9         | -         | -         | -         | 56        | -         | 48        | 8         | -         | -         | -         | 3         | -         | 2         | 1         | -         | -         | -         | 109, 120, 1167                                                                       |
| 영인운수      | 6           | -           | 3           | 2           | -           | -           | -           | 89        | -         | 49        | 40        | -         | -         | -         | 84        | -         | 47        | 37        | -         | -         | -         | 5         | -         | 2         | 3         | -         | -         | -         | 650, 653, 662, 6628, 6630                                                            |
| 양천운수      | 7           | -           | 1           | 5           | -           | 1           | -           | 129       | -         | 28        | 97        | -         | 4         | -         | 123       | -         | 26        | 93        | -         | 4         | -         | 6         | -         | 2         | 4         | -         | -         | -         | 602, 5524, 6516, 6623, 6627, 6714, N16                                               |
| 우신버스      | 5           | -           | 4           | 1           | -           | -           | -           | 135       | -         | 101       | 34        | -         | -         | -         | 124       | -         | 93        | 31        | -         | -         | -         | 11        | -         | 8         | 3         | -         | -         | -         | 441, 502, 540, 541, 5530                                                             |
| 우신운수      | 5           | -           | -           | 4           | -           | 1           | -           | 88        | -         | -         | 84        | -         | 4         | -         | 84        | -         | -         | 80        | -         | 4         | -         | 4         | -         | -         | 4         | -         | -         | -         | 4212, 4318(방배), 4318(풍납), 4319, N15                                              |
| 원버스        | 4           | -           | -           | 4           | -           | -           | -           | 40        | -         | -         | 40        | -         | -         | -         | 40        | -         | -         | 40        | -         | -         | -         | 0         | -         | -         | -         | -         | -         | -         | 7024, 7737, 7738, 7739                                                               |
| 유성운수      | 6           | -           | 1           | 4           | -           | -           | 1           | 91        | -         | 17        | 72        | -         | -         | 2         | 86        | -         | 16        | 68        | -         | -         | 2         | 5         | -         | 1         | 5         | -         | -         | -         | 750B, 7011, 7013A, 7013B, 7016, 8761                                                 |
| 정평운수      | 4           | -           | -           | 4           | -           | -           | -           | 47        | -         | -         | 47        | -         | -         | -         | 47        | -         | -         | 47        | -         | -         | -         | 0         | -         | -         | -         | -         | -         | -         | 4433, 6642, 6645, 6647                                                               |
| 제일교통      | 7           | 1           | 3           | 1           | -           | 2           | 1           | 106       | 7         | 65        | 26        | -         | 8         | -         | 102       | 6         | 64        | 24        | -         | 8         | -         | 4         | 1         | 1         | 2         | -         | -         | -         | 704, 720, 773, 7211, 8772, 9714, N37, N75                                            |
| 중부운수      | 7           | -           | 3           | 4           | -           | -           | -           | 154       | -         | 78        | 76        | -         | -         | -         | 144       | -         | 73        | 71        | -         | -         | -         | 10        | -         | 5         | 5         | -         | -         | -         | 603, 640, 641, 6211, 6624, 6625, 6715                                                |
| 진아교통      | 5           | -           | 1           | 4           | -           | -           | -           | 84        | -         | 41        | 43        | -         | -         | -         | 77        | -         | 37        | 40        | -         | -         | -         | 7         | -         | 4         | 3         | -         | -         | -         | 147, 1132, 1135, 1136, 1222                                                          |
| 진화운수      | 7           | -           | 2           | 4           | -           | -           | 1           | 143       | -         | 79        | 61        | -         | -         | 3         | 135       | -         | 75        | 57        | -         | -         | 3         | 8         | -         | 4         | 4         | -         | -         | -         | 420, 461, 3011, 3319, 3417, 3422, 8331                                               |
| 태릉교통      | 3           | -           | 1           | 2           | -           | -           | -           | 62        | -         | 39        | 23        | -         | -         | -         | 57        | -         | 36        | 21        | -         | -         | -         | 5         | -         | 3         | 2         | -         | -         | -         | 202, 1155, 1156                                                                      |
| 태진운수      | 7           | -           | -           | 7           | -           | -           | -           | 98        | -         | -         | 98        | -         | -         | -         | 120       | -         | 31        | 89        | -         | -         | -         | 12        | -         | -         | 9         | -         | -         | -         | 2014, 2224, 2412, 2413, 6411, 6511, 6611                                             |
| 한국BRT자동차 | 8           | -           | 5           | -           | -           | 3           | -           | 180       | -         | 168       | -         | -         | 8         | -         | 170       | -         | 158       | -         | -         | 8         | -         | 10        | -         | 10        | -         | -         | -         | -         | 140, 360, 701, 708, 741, N13, N32, N37                                               |
| 한남여객      | 12          | -           | 2           | 8           | -           | 1           | 1           | 158       | -         | 38        | 116       | -         | 4         | 1         | 150       | -         | 35        | 111       | -         | 4         | 1         | 8         | -         | 3         | 5         | -         | -         | -         | 501, 506, 5511, 5513, 5515, 5516, 5517, 5522B, 5616, 5712, N75, 8551                 |
| 한서교통      | 5           | -           | 1           | 4           | -           | -           | -           | 84        | -         | 27        | 57        | -         | -         | -         | 80        | -         | 27        | 53        | -         | -         | -         | 4         | -         | -         | 4         | -         | -         | -         | 350, 3012, 3217, 3313, 3322                                                          |
| 한성여객      | 10          | -           | 2           | 7           | -           | 1           | -           | 128       | -         | 57        | 67        | -         | 4         | -         | 117       | -         | 52        | 61        | -         | 4         | -         | 11        | -         | 5         | 6         | -         | -         | -         | 100, 172, 1017, 1120, 1140, 1143, 1144, 1154, 1227, N51                              |
| 한성운수      | 12          | -           | 4           | 7           | -           | -           | 1           | 205       | -         | 119       | 84        | -         | -         | 2         | 195       | -         | 115       | 78        | -         | -         | 2         | 10        | -         | 4         | 6         | -         | -         | -         | 101, 145, 148, 504, 1111, 1115, 1124, 1218, 5535, 5536, 6635, 8551                   |
| 현대교통      | 5           | -           | -           | 5           | -           | -           | -           | 78        | -         | -         | 78        | -         | -         | -         | 73        | -         | -         | 73        | -         | -         | -         | 5         | -         | -         | 5         | -         | -         | -         | 7019, 7611, 7612, 7713, 7714                                                         |
| 흥안운수      | 13          | -           | 3           | 9           | -           | 1           | -           | 141       | -         | 69        | 68        | -         | 4         | -         | 132       | -         | 65        | 63        | -         | 4         | -         | 9         | -         | 4         | 5         | -         | -         | -         | 102, 105, 146, 1131, 1138, 1139, 1141, 1142, 1143, 1221, 1224, 1226, N13             |

## 다른 시, 군 운수업체 및 노선
| 소재지 | 운수업체 |
| ------ | --- |
| 가평   | 가평교통 |
| 고양   | 명성, 서울여객, 홍성 (마을버스), 주원교통 (마을버스), 가온누리엠, 선진버스                                                                   |
| 과천   | 과천여객 |
| 광명   | 화영운수, 코레일네트웍스, 자경마을버스 (마을버스)                                                                                            |
| 광주   | 경기고속, 대원고속 |
| 구리   | 경기여객 |
| 김포   | 강화운수, 김포운수, 선진버스, 고촌교통 (마을버스)                                                                                            |
| 남양주 | 경기버스, 경기운수, 대원운수, 흥안운수 (마을버스), 천지교통 (마을버스)                                                                       |
| 부천   | 경기 도원교통, 부일교통, 부천버스, 소신여객, 청우운수, 서경운수 (마을버스), 성광운수                                                         |
| 성남   | 대명운수, 대원버스, 성남시내버스 |
| 수원   | 경진여객, 성우운수, 용남고속, 용남고속버스라인                                                                                               |
| 시흥   | 시흥교통, 녹색교통 (마을버스) |
| 안산   | 경원여객, 써클라인 |
| 안양   | 경기 보영운수, 삼영운수, 호계운수 (마을버스)                                                                                                 |
| 양주   | 진명여객 |
| 양평   | 금강고속, 비티에스 |
| 연천   | 연천교통 |
| 용인   | 경남여객, 대원상운 |
| 의왕   | 의왕교통 |
| 의정부 | 명진여객, 평안운수 |
| 이천   | 이천시내버스 |
| 파주   | 신성여객, 신일여객, 파주여객 |
| 포천   | 선진시내버스, 포천교통 |
| 하남   | 경기상운, 삼성교통 (마을버스), 천지운수 (마을버스), 은방울교통 (마을버스)                                                                    |
| 화성   | 경진여객, 제부여객, 화성여객 |
| 인천   | 강화교통, 삼화고속, 선진여객, 신동아교통, 신강교통, 인강여객, 인천제물포교통, 천지교통, 청룡교통, 인천교통공사, 미래교통, 마니교통, 세운교통 |

### 노선 목록
| 노선 면허지 | 노선 번호 |
| ----------- | --- |
| 인천광역시  | 60-5· 66· 78· 117· 300· 1000· 1100· 1101· 1200· 1300· 1301· 1302· 1400· 1500· 1601· 7700· 9100· 9200· 9201· 9300· 9500· 9501· 9802 M6405· M6724· M6628· M6439 |
| 가평군      | 1330-2· 1330-3· 1330-4· 1330-44· 7000· 7001· 7002· 8005 |
| 고양시      | 55· 66· 72· 85· 85-1· 100· 108· 333· 733· 770· 790· 799· 800· 830· 850· 870· 871· 921· 1000· 1001· 1082· 1100· 1200· 1500· 1900· 9700 042· 075A· 075B· 077· M7106· M7119· M7129· M7731· M7646 |
| 과천시      | 6 |
| 광명시      | 1· 2· 11· 11-1· 11-2· 17· 21· 22· 27· 39· 100· 101· 3001· 3002· 8507· 마을 1· 1-3 |
| 광주시      | 13· 13-2· 16· 30· 32· 119· 500-1· 500-2· 500-5· 1005· 1007· 1007-1· 1009· 1101· 1112· 1113· 1113-1· 1113-2· 1117· 1150· 1311· 1500-2· 1550· 1550-1· 1551· 1551B· 1560· 1570· 3201· G3202· G3800· 5006· 5007· 5500-2· 6501· 6600· 8100· 9000· 9000-1· 9301· 9600· 9700 M4101· M4102· M4403· M5107· M4108· M7412· M5115· M2316· M5121· M5422· M2323· M4434· M4137· M5438· M5342 |
| 구리시      | 1-2· 3· 15· 51· 75· 75-1· 92· 93· 95· 96·96-1· 1115-6· 1650· 1680· G1690 |
| 김포시      | 2· 21· 22· 60· 60-3· 69· 88· 388· 1002· 1004· 2000· 3000· 3000A· 6427· 7000· 8000· 8600· 8601· 8601A· G6000· G6001· G6003· 마을 16· 16-1 M6117· M6427· M7145 |
| 남양주시    | 1· 1-4· 9· 9-1· 10· 10-5· 11· 23· 65· 65-1· 73· 74· 76· 88· 91· 97· 100· 105· 105-1· 112-1· 165· 166-1· 167· 169· 202· 202-1· 330-1· 707· 1000· 1000-1· 1001· 1003· 1100· 1200· 1200-1· 1660· 1670· 1700· 2000· 2000-1· 7007· 8001· 8002· 8012· M2341· M2344 마을 33· 33-1· 80· 82A· 82B· 85                                                                                  |
| 부천시      | 3· 10· 12-1· 23· 50· 50-1· 52· 57· 57-1· 59· 59-1· 60-1· 70· 70-2· 70-3· 71· 75· 77· 83· 88· 98· 700· 013-1· 013-2 |
| 성남시      | 5· 15-1· 50· 50-1· 57· 60· 70· 100· 100출· 101· 102· 103· 231· 232· 331· 357· 1151· 1241· 6900· 9003· 9004· 9007· 9200· 9300· 9407· 9507· 9607· G8110· 마을 21 |
| 수원시      | 777· 900· 3000· 3002· 3003· 3007·3008· 3900전· 5100· 5300· 5300-1· 7000· 7001· 7002· 7770· 7780· 7800· 8800·G5100· M5532· M5443 |
| 시흥시      | 12· 510· 520· 530· 3200· 3300· 3301· 3400· 5200· 5602· 5604 |
| 안산시      | 301· 320· 3100· 3101· 3102· 5609· M6410 |
| 안양시      | 1· 1-1· 5· 9· 9-3· 11-1· 11-2· 11-3· 11-5· 19· 20· 51· 917· 3030· M5333· 마을 6-3 |
| 양주시      | 19· 19-1· 118· 1100· G1200· G1300 · 마을 15-1 |
| 양평군      | 2000-1· 2000-2· 2000-4· G9311 |
| 연천군      | G2001 |
| 용인시      | 5000· 5001· 5001-1· 5002· 5003· 5005· 5600· 5700· 7007-1 |
| 의왕시      | G3900 |
| 의정부시    | 1-1· 1-3· 1-8· 1-9· 5· 7· 10-1· 10-2· 10-3· 12-5· 34· 36· 39· 39-4· 56· 72-1· 111· 133· 360· G6000 |
| 이천시      | G2100 |
| 파주시      | 17· 30· 31· 56· 150· 200· 567· 2000· 2200· 3100· 9030· 9030-1· 9709· 9709A· 9710· G7111· G7625· G7426 M7111 |
| 포천시      | 72· 72-3· 1386· 3006· 3100· 3200· 3500· 3600 |
| 하남시      | 30· 30-3· 30-5· 31· 35· 38· 81· 83· 87· 89· 112-5· 9202· 9302· 9303· 9303-1· 9304· 마을 1· 6-1· 7· 7-1· 8 |
| 화성시      | 1002· 1006· 1008· 6001· 6002· 6002-1· 6004· 7790· 6008· G6009· 8155· 8156· 8501· M4130 |

## 통계
다음은 서울시내버스의 수송 분담률 및 수송 인원을 나타낸 것이다. 전체적으로 수송 인원 및 수송 비율이 감소하는 것은, 지하철 또는 자가용을 이용하여 이동하기 때문인 것으로 보인다. 2006년에는 일 평균 4,550,962명을 수송하였으며, 이를 전체 인가 대수로 나누면 한 대의 버스가 평균 675명을 실어나른 것이 된다.
| 년도   | 수송분담률 (%) | 수송 인원 (명) |
| ------ | -------------- | -------------- |
| 1990년 | 43.30          | 6,949,522      |
| 1995년 | 36.70          | 5,280,470      |
| 2000년 | 28.30          | 4,281,310      |
| 2005년 | 26.20          | 4,468,505      |
| 2006년 | 27.50          | 4,550,962      |

## 차고지
서울시내버스를 담당하는 공영 차고지는 다음과 같다.(2013.10.27 기준) 다만 그 외에 차고지는 각 운수업체에서 직접 운영한다.
| 명칭           | 소재지                   | 운수업체                                                                                 |
| -------------- | ------------------------ | ---------------------------------------------------------------------------------------- |
| 강동공영차고지 | 서울특별시 강동구 강일동 | 서울승합, 대원여객, 송파상운, 신명운수, 강동교통                                         |
| 강서공영차고지 | 서울특별시 강서구 개화동 | 다모아자동차, 공항버스, 정평운수, 새한교통, 홍도산업, 염경운수, 대운교통, 공항리무진     |
| 송파공영차고지 | 서울특별시 송파구 장지동 | 한국비알티자동차, 한서교통, 대성운수, 남성교통, 동성교통, 스마일버스, 은곡운수, 정평운수 |
| 은평공영차고지 | 서울특별시 은평구 수색동 | 유성운수, 선진운수, 원버스, 보광교통, 현대교통                                           |
| 중랑공영차고지 | 서울특별시 중랑구 신내동 | 대원교통, 상진운수, 북부운수, 메트로버스, 보광운수, 경성여객, 대원여객                   |
| 진관공영차고지 | 서울특별시 은평구 진관동 | 신수교통, 제일교통, 한국비알티자동차                                                     |
| 상암공영차고지 | 서울특별시 마포구 상암동 | 다모아자동차                                                                             |
| 양천공영차고지 | 서울특별시 양천구 신정동 | 양천운수, 세풍운수, 관악교통, 도원교통, 신목교통                                         |
| 장지공영차고지 | 서울특별시 송파구 장지동 | 서울버스, 진화운수, 송파상운                                                             |
| 도봉공영차고지 | 서울특별시 도봉구 도봉동 | 서울교통네트웍, 한국비알티자동차, 아진교통                                               |
| 난곡공영차고지 | 서울특별시 관악구 난향동 | 양천운수, 세광운수, 신림운수                                                             |

시계외 차고지 : 서울시계외에서도 노선을 운영하는 운수 업체도 있다. 이에 따라서 해당 운수업체가 운영하는 차고지 소재지를 서술한다.
| 해당 차고지 소재지 | 운수업체                                        |
| ------------------ | ----------------------------------------------- |
| 경기도 의정부시    | 대원여객                                        |
| 경기도 구리시      | 대원여객                                        |
| 경기도 하남시      | 대원여객                                        |
| 경기도 성남시      | 동성교통, 남성교통                              |
| 경기도 군포시      | 대원여객, 군포교통, 우신버스                    |
| 경기도 의왕시      | 우신버스                                        |
| 경기도 안양시      | 서울매일버스                                    |
| 경기도 광명시      | 범일운수, 한성운수, 보영운수, 세풍운수          |
| 경기도 부천시      | 신길교통                                        |
| 경기도 고양시      | 선진운수,동해운수, 제일여객, 서울운수, 신촌교통 |
| 경기도 남양주시    | 태릉교통                                        |

## 같이 보기
- 시내버스 · 마을버스 외의 버스에 관한 정보는 서울특별시의 교통에 설명되어 있다.
- 서울특별시의 버스전용차로
- 2004년 서울특별시 버스 개편
- 서울특별시의 한강버스